# Président éternel de la République
Le titre de « président éternel de la République » (hangeul : 공화국의 영원한 주석 ; RR : Gonghwagugui yeongwonhan juseog) est attribué le 5 septembre 1998 à titre posthume à Kim Il-sung par l'intermédiaire d'un amendement constitutionnel.
Préface de la constitution socialiste de la république populaire démocratique de Corée :

« Sous la direction du Parti du travail de Corée, la république populaire démocratique de Corée et le peuple coréen tiendront le grand chef camarade Kim Il-sung en haute estime en tant que président éternel de la République... »

Selon les auteurs Ashley J. Tellis et Michael Wills, cet amendement au préambule est une indication de la caractéristique unique de la Corée du Nord en tant qu'État théocratique fondé sur un culte de la personnalité centré sur Kim Il-sung. De plus, la Corée du Nord adopte le calendrier juche, débutant en 1912, année de naissance de Kim Il-sung.

## Présidence de la Corée du Nord
Le titre de « président de la république populaire démocratique de Corée » est établi dans la constitution nord-coréenne de 1972. Avant cela, Kim Il-sung, dirigeant de facto du pays, tenait les postes de Premier ministre de Corée du Nord et Secrétaire général du Parti du travail de Corée.
En 1972, la présidence est établie et Kim Il-sung est élu à cette position par l'Assemblée populaire suprême, la législature nord-coréenne, le 28 décembre 1972. Il tient ce poste jusqu'à sa mort en 1994 et celui-ci reste vacant par la suite.
La constitution révisée en 1998 abolit la présidence et créé le titre honorifique de « président éternel de la République », qui est alors attribué à Kim Il-sung.

### Chef d'État de la Corée du Nord après 1994
De nos jours, il n'y a pas de président de la république populaire démocratique de Corée, car le poste est laissé vacant depuis la mort de Kim Il-sung en 1994 et est ipso facto aboli par les changements apportés à la constitution en 1998.
Ainsi, les fonctions et pouvoirs appartenant précédemment au président sont divisés entre trois postes officiels : celui de chef du gouvernement, de Premier ministre de la Corée du Nord et de président de l'Assemblée populaire suprême. Le petit-fils de Kim Il-sung, Kim Jong-un, occupe actuellement les postes de chef des armées, de président du Comité de la défense nationale (remplacé par la Commission des affaires de l'État en 2016) et de commandant suprême de l'Armée populaire de Corée (en), précédemment occupés par son grand-père.
Le dernier Kim est également président du Parti du travail de Corée et est considéré comme le « Chef suprême », disposant d'un contrôle absolu sur le pays à travers les Dix principes pour l'établissement d'un système idéologique monolithique.